# Compton Crook Award
Il Compton Crook Award è un premio letterario assegnato annualmente fin dal 1983 al miglior romanzo di fantascienza, fantasy oppure horror. Viene assegnato nel contesto del Balticon, convention letteraria che si tiene a Baltimora ed è finanziato e assegnato dalla Baltimore Science Fiction Society. Insieme al premio è previsto un assegno in denaro.
La scelta del vincitore avviene per votazione tra i soci. 

## Vincitori
- 1983 - Donald Kingsbury, Geta
- 1984 - Christopher Rowley, War For Eternity
- 1985 - David R. Palmer, Emergence
- 1986 - Sheila Finch, Infinity's Web
- 1987 - Thomas Wren Doomsday Effect
- 1988 - Christopher Hinz, Liege-Killer
- 1989 - Elizabeth Moon, La figlia della spada
- 1990 - Josepha Sherman, The Shining Falcon
- 1991 - Michael Flynn, In the Country of the Blind
- 1992 - Carol Severance, Reefsong
- 1993 - Holly Lisle, Fire in the Mist
- 1994 - Mary Rosenblum, The Drylands
- 1995 - Doranna Durgin, Dun Lady's Jess
- 1996 - Daniel Graham Jr., The Gatekeepers
- 1997 - Richard Garfinkle, Celestial Matters
- 1998 - Katie Waitman, The Merro Tree
- 1999 - James Stoddard, The High House
- 2000 - Stephen L. Burns, Flesh and Silver
- 2001 - Syne Mitchell, Murphy's Gambit
- 2002 - Wen Spencer, Alien Taste
- 2003 - Patricia Bray, Devlin's Luck
- 2004 - E. E. Knight, Way of the Wolf
- 2005 - Tamara Siler Jones, Ghosts in the Snow
- 2006 - Maria V. Snyder, La farfalla di pietra
- 2007 - Naomi Novik, Temeraire - Il drago di sua maestà
- 2008 - Mark L. Van Name, One Jump Ahead
- 2009 - Paul Melko, Singularity's Ring
- 2010 - Paolo Bacigalupi, La ragazza meccanica
- 2011 - James Knapp, State of Decay
- 2012 - T. C. McCarthy, Germline
- 2013 - Myke Cole, Control Point
- 2014 - Charles Gannon, Fire With Fire
- 2015 - Alexandra Duncan, Salvage
- 2016 - Fran Wilde, Updraft
- 2017 - Ada Palmer, Too Like The Lightning
- 2018 - Nicky Drayden, The Prey of Gods
- 2019 - R. F. Kuang, The Poppy War
- 2020 - Arkady Martine, Un ricordo chiamato impero (A Memory Called Empire)[1]
- 2021 - Micaiah Johnson, The Space Between Worlds[2]
- 2022 - P. Djèlí Clark, A Master of Djinn[3]
- 2023 - Alex Jennings, The Ballad of Perilous Graves[4]
- 2024 - Kemi Ashing-Giwa, The Splinter in the Sky[5]
- 2025 - Samantha Mills, The Wings Upon Her Back[6]